# På egen hand
A På egen hand a svéd énekesnő Anni-Frid Lyngstad 1991-ben megjelent válogatásalbuma, mely kizárólag csak hazájában, Svédországban jelent meg.

## Számlista
1. Du Är Så Underbart Rar (Can't Take My Eyes Off You)	3:17
2. Din (Yours)	2:39
3. Tre Kvart Från Nu	3:14
4. Lycka	2:59
5. Min Egen Stad	3:00
6. Så Synd Du Mäste Gå (It Hurts To Say Goodbye)	2:24
7. Försok Och Sov På Saken (Surround Yourself With Sorrow)	2:41
8. Där Du Går Lämnar Kärleken Spår (Love Grows Where My Rosemary Goes)	2:43
9. Vi Möts Igen (Where Are They Now)	2:18
10. Mycket Kär (Non Illuderti Mai)	2:25
11. Peter Pan	2:09
12. Vi Är Alla Barn I Början	3:10
13. Simsalabim	2:30
14. Jag Blir Galen När Jag Tänker På Dej (Going Out Of My Head)	3:27
15. En Gång Är Ingen Gång (There Goes My Everything)	2:46
16. När Du Blir Min (Lonesome Road)	2:09